# Tomonori Tsunematsu
Tomonori Tsunematsu (født 16. juli 1976) er en tidligere japansk fodboldspiller.
Han har spillet for flere forskellige klubber i sin karriere, herunder Albirex Niigata.